# Autopart
Autopart – polski producent i marka akumulatorów rozruchowych. Założona w 1982 roku przez Jacka Bąka firma z siedzibą przy al. Kwiatkowskiego 2a w Mielcu. Od 2008 roku jako spółka akcyjna; Początkowo firma specjalizująca się w regeneracji akumulatorów by z czasem rozpocząć produkcje akumulatorów do samochodów pod markami zamawianymi a także pod markami własnymi. Członek Stowarzyszenia Producentów i Importerów Akumulatorów i Baterii w Polsce. Firma nagrodzona tytułem Geparda Biznesu w 2012 i 2015 roku. Za linię akumulatorów Gold firma otrzymała Złoty Medal Międzynarodowych Targów Poznańskich. Za projekt Uruchomienie produkcji akumulatorów ołowiowych rozruchowych z elektrodą dodatnią otrzymaną metodą cięto-ciągnioną firma otrzymała Laur Innowacyjności.  Za akumulatory GALAXY Hybrid firma została nagrodzona Medalem Europejskim przyznawanym przez instytucję działającą przy Komisji Europejskiej – Europejski Komitet Ekonomiczno-Społeczny, przez Ministerstwo Spraw Zagranicznych oraz Business Centre Club. Autopart znalazł się także na liście 1000 firm, które inspirują Europę – rankingu przygotowywanego co roku przez London Stock Exchange Group. Autopart prowadzi własne projekty i opracowania we własnym laboratorium a także wraz z Centralnym Laboratorium Akumulatorów i Ogniw w Poznaniu, Politechniką w Warszawie, Poznaniu, Krakowie i Rzeszowie.
Główny sponsor drużyny ekstraklasowego zespołu siatkówki kobiet Melnox-Autopart, później TeleNet.

## Historia
Firma powstała w 1982 roku jako działalność gospodarcza Jacka Bąka – byłego inżyniera w zakładach lotniczych WSK PZL-Mielec – założona jako firma garażowa: Zakład Mechaniki i Elektromechaniki Pojazdowej w Mielcu – specjalizująca się w regeneracji akumulatorów. W 1990 r. została założona spółka pod nazwą Autopart o specjalności produkcja akumulatorów. W latach 90 XX wieku dystrybutor produktów firmy Exide z siecią kilkunastu sklepów a także producent własnych konstrukcji akumulatorów. W 2012 roku została znacznie rozbudowana hala magazynowa. W 1995 firma uruchomiła wytwarzanie we własnym zakresie proszku oraz kratek co pozwoliło uruchomić kompletną, całkowicie własną produkcję akumulatorów rozruchowych. W tym samym roku firma zaczęła funkcjonować w ramach Specjalnej Strefy Ekonomicznej Euro-Park Mielec. W 2015 zostały ponownie rozbudowane hale, a w 2016 i 2017 roku firma uruchomiła linię montażowe opartych o 16 specjalnych wanien do formacji akumulatorów wraz z prostownikami, systemem załadunku i rozładunku oraz z systemem oczyszczania powietrza.